# Col legno

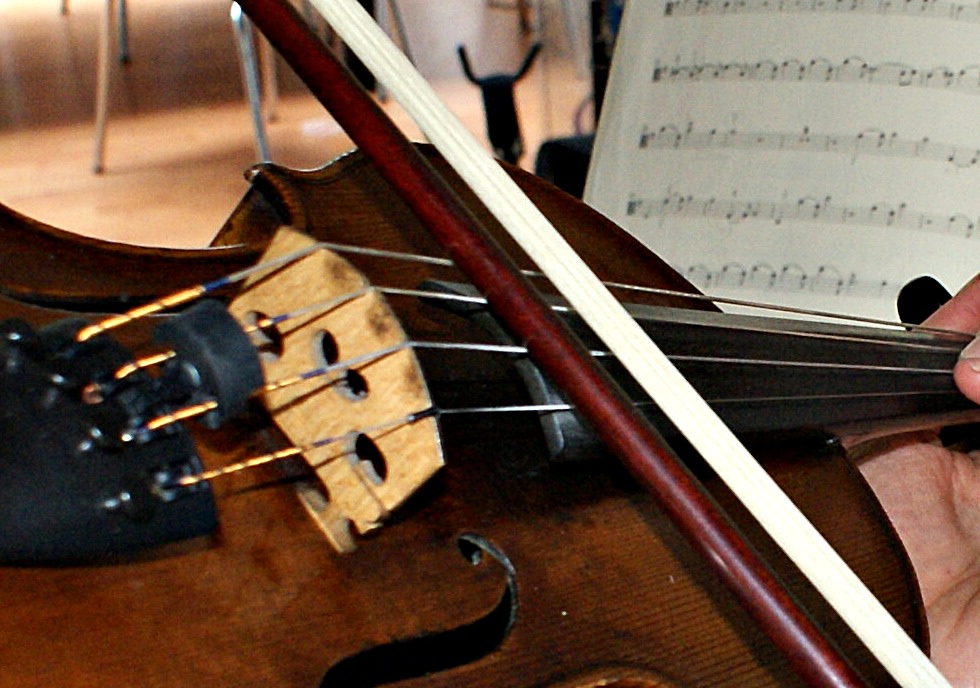
Una viola mentre viene suonata col legno.

Nella notazione musicale, l'espressione col legno è usata per indicare i passaggi in cui le corde di uno strumento ad arco devono essere suonate con la bacchetta e non con i crini. Si distingue col legno battuto, quando le corde vengono colpite con la bacchetta verticalmente, e col legno tratto quando vengono strofinate orizzontalmente dalla bacchetta. L'indicazione arco è usata dopo un passo col legno per tornare a suonare usualmente con i crini.

## Tecnica
Il suono col legno battuto è percussivo e ha una componente d'intonazione che dipende dalla posizione dell'arco rispetto al ponte e al dito che preme la corda, in quanto si sentono le note prodotte da entrambe le porzioni di corda. Tale componente percussiva è più facilmente udibile nella metà superiore della corda (vicino al ponte), dove ha una frequenza maggiore. Poiché in un gruppo di musicisti nessuno colpisce la corda esattamente nello stesso punto, vi è una differenza di intonazione tra il suono di una sezione che suona col legno battuto e il suono di un singolo strumento. La tecnica col legno tratto è molto meno comune (per cui l'indicazione col legno, quando non ulteriormente specificato, viene interpretata come col legno battuto). Il suono prodotto col legno tratto è molto etereo e con una componente di rumore, ma l'intonazione della nota è chiaramente percepibile. Ruotando la bacchetta in maniera che una piccola parte dei crini strofini la corda insieme ad essa, il suono risultante è meno etereo.
Suonare col legno può danneggiare l'arco, ammaccandolo, graffiandolo o scrostando la vernice, per cui molti musicisti tengono a disposizione un secondo arco economico da impiegare nei passi col legno.
Altri effetti percussivi possono essere ottenuti senza usare le corde, ad esempio percuotendo le fasce dello strumento, il fondo (quando lo strumento è poggiato sul ginocchio), il ponte, i piroli, il riccio o la cordiera, e ciascuna parte produce un timbro caratteristico: i piroli e il riccio hanno un timbro simile e più sonoro rispetto al manico, il ponte ha un suono secco e con un attacco netto, mentre la cordiera produce un suono più grave. Oltre che con l'arco, lo strumento può essere percosso con le dita, tipicamente tenendolo tra le gambe, o con bacchette  o battenti, in questo caso di solito con l'aiuto di un secondo musicista. Ovviamente per ottenere questo tipo di effetto si usa di solito un secondo strumento economico. Lo stesso arco può essere usato come strumento a percussione, ad esempio percuotendo i crini con le dita, tuttavia i suoni ottenuti in questa maniera sono piuttosto deboli e richiedono tipicamente di amplificare l'arco stesso.

## Storia e impiego
La tecnica era nota già nel XVII secolo, ma è stata usata pochissimo prima del tardo XIX secolo, ed è più comune nella produzione del XX secolo. La prima indicazione nota di questa tecnica è nella produzione di Tobias Hume (The First Part of Ayres, 1605), e viene usata in seguito da Carlo Farina (Capriccio Stravagante, 1627) e Heinrich Ignaz Franz Biber (Battalia, 1673).
L'indicazione col legno è usata nel Songe d'une Nuit du Sabbat (sogno di una notte di sabba), movimento finale della Sinfonia fantastica di Hector Berlioz, nell'ultimo movimento del Concerto per pianoforte e orchestra n. 2 di Frédéric Chopin, in Mars, the Bringer of War dalla suite I pianeti di Gustav Holst, nel primo movimento della Sinfonia n. 2 di Gustav Mahler, in Una notte sul Monte Calvo di Modest Musorgskij.
Nella sezione iniziale del Trio per archi (op. 45, 1946) di Arnold Schönberg il violino e il violoncello hanno passi di col legno battuto a doppie corde e il violino ha anche passaggi col legno tratto ponticello, e passi col legno tratto ponticello a doppie corde sono presenti nelle parti del violino e della viola. Col legno tratto è usato nel primo e terzo movimento dei Quattro pezzi per violino e pianoforte di Anton Webern e all'inizio della seconda scena del Wozzeck di Alban Berg.
Nella musica contemporanea l'effetto col legno è usato ampiamente, spesso associato con ulteriori tecniche estese. Iannis Xenakis usa l'effetto col legno battuto, chiamandolo però col legno frappé, in ST/4-1,080262. L'effetto col legno può essere ottenuto anche nel ricochet, e percorrendo le corde in lunghezza. William Sydeman ha impiegato arcate di col legno battuto jeté in Projections I. Il col legno battuto sul tasto, usato da Krzysztof Penderecki nelle sue Miniature, ha un suono più risonante, mentre quello sub ponticello (usato nel suo Quartetto per archi n. 1, o da Earle Brown nel suo quartetto per archi) ha un suono più secco e percussivo. La tecnica combinata con il glissato è stata usata da Wayne Peterson (Clusters and Fragments) e da Dino Costantinides (Designs), mentre Donald Erb nel suo Trio per archi richiede il col legno battuto tremolo glissando. Effetti percussivi possono essere usati anche sugli armonici, ad esempio in Cadenzas and Variations di Richard Wernick.